# Gugark, Lori
Gugark là một đô thị thuộc tỉnh Lori, Armenia. Dân số ước tính năm 2011 là 7012 người.